# Nam Duck-woo
Nam Duck-woo (22 de abril de 1924 – 18 de mayo de 2013) fue un político surcoreano. Fue el 12.º Primer ministro de Corea del Sur desde 1980 a 1982.
Se graduó en económicas en la Oklahoma State University. Ocupó la cartera de ministro de economía de 1969 a 1974 en el gabinete de Park Chung-hee. Fue nombrado vice primer ministro de Corea de Sur en 1974, cargo que ocupó en 1978. Bajo la Presidencia Chun Doo-hwan, Nam fue nombrado Primera Ministro de 1980 a 1982.
Después de eso, Nam estuvo en Presidente Internacional del Consejo de Cooperación Económica del Pacífico (PECC) de 1983 a 1985.
El 18 de mayo de 2013, Duck-woo murió de cáncer de testículos a la edad de 89 años.